# Alireza Azizi
Alireza Azizi (* 14. Januar 1949 in Abadan; † 7. August 2021 in Teheran) war ein iranischer Fußballspieler. 

## Karriere
Alireza Azizi wurde als zweites von fünf Kindern seiner Familie in Abadan geboren. Seine Profikarriere begann er beim Homa FC, mit dem er den dritten Platz 1975 belegte. Danach wechselte Azizi zum FC Persepolis, mit dem er 1976 iranischer Meister wurde. 1979 verließ er den Verein und war beim Bank Melli FC aktiv.
Für die iranische Fußballnationalmannschaft absolvierte Azizi sieben Spiele und schoss dabei zwei Tore. Bei den Olympischen Spielen 1972 und 1976 gehörte er zum Kader des Irans. 1972 in München bestritt er ein Spiel, vier Jahre später in Montreal kam Azizi nicht zum Einsatz. 1976 gehörte er zum Aufgebot des Irans, das die Asienmeisterschaft gewann.